# Fédération de Thaïlande de football
La Fédération de Thaïlande de football (The Football Association of Thailand (en) FAT) est une association regroupant les clubs de football de Thaïlande et organisant les compétitions nationales et les matchs internationaux des sélections thaïlandaises dont la sélection masculine.
La fédération nationale de Thaïlande est fondée en 1916. Elle est affiliée à la FIFA depuis 1925 et est membre de l'AFC depuis 1957.
Elle est présidée depuis février 2024 par Nualphan Lamsam.